# Zaria (Nigeria)
Zaria es la ciudad más grande del estado de Kaduna, en el norte de Nigeria. Conocida anteriormente como Zazzau, fue una de las siete ciudades-estado de los Hausa. En 2007, la población estimada era de 1,018,827 habitantes. El actual Emir de Zaria es Shehu Idris.

## Historia
Zaria era la más meridional de las ciudades-estado de los Hausa. Era un destino comercial para las caravanas saharianas, así como una ciudad prominente en el comercio de esclavos hausa. A finales de 1450, el islam llegaría a Zaria a través de sus ciudades hermanas Habé, Kano y Katsina. Junto con el islam, el comercio de esclavos floreció entre las ciudades, mientras los comerciantes traían caravanas de camellos llenas de sal estos eran intercambiados por esclavos y grano. El poder de la ciudad-estado alcanzó su punto máximo bajo la reina Amina, cuyas campañas militares establecieron una región tributaria incluyendo los reinos de Kano y Katsina. A finales del siglo XVI, después de la muerte de la reina Amina, Zaria cayó bajo la influencia del Reino de Jukun y finalmente llegó a ser un estado tributario en sí mismo. Entre los siglos XV y XVI el reino se convirtió en un estado tributario del Imperio songhai. En 1805 fue capturada por los Fulani durante la Yihad Fulani. Las fuerzas británicas encabezadas por Frederick Lugard tomaron la ciudad en 1901.

## Educación
Zaria es la sede de la Universidad Ahmadu Bello, la mayor universidad de Nigeria y la segunda en tamaño de todo el continente africano.